# Heillecourt
Heillecourt est une commune française située dans le département de Meurthe-et-Moselle, en région Grand Est. Elle est située entre les villes de Vandœuvre-lès-Nancy, Jarville-la-Malgrange, Laneuveville-devant-Nancy, Fléville-devant-Nancy et Houdemont.
Ses habitants sont appelés Heillecourtois.

## Géographie

### Localisation
D’une superficie de 365 ha pour une altitude de près de 239 mètres, elle est relativement proche de Nancy.
Heillecourt compte 6 108 habitants, soit 1 673 habitants au km2. 70 % de sa surface est urbanisée pour 30 % restée naturelle. Dans les années 1970, la commune est passée du village-rue à une petite ville organisée tout d’abord autour de son espace boisé avec des équipements sportifs et socio-culturels - Le Grand Parc de l'Embanie occupe 35 hectares soit 10 % de la superficie communale.
Aujourd’hui[Quand ?], deux grands secteurs d’habitation se détachent au nord et au sud, tandis que trois parcs d’activités ont pris place à l’est et à l’ouest.
La ville fait partie de la communauté urbaine du Grand Nancy, laquelle est forte de 20 communes. Heillecourt représente 2,8 % de son territoire et 2,3 % de ses résidents.

### Communes limitrophes
| Vandœuvre-lès-Nancy | Jarville-la-Malgrange | Jarville-la-Malgrange     |
| Vandœuvre-lès-Nancy | Heillecourt           | Laneuveville-devant-Nancy |
| Houdemont           | Fléville-devant-Nancy |                           |

### Voies de communication et transports

#### Transports en commun
Heillecourt est reliée au reste du Grand Nancy grâce aux lignes du réseau de transport de l'agglomération nancéienne :
- Tempo 4 : Houdemont Porte Sud - Laxou Champ-le-Bœuf ;
- Ligne 12 : Heillecourt - Malzéville Savlons ;
- Ligne 21 : Ludres Marvingt / Fléville - Nancy Gare ;
- Ligne 23 Sub : Saint-Nicolas-de-Port - Villers Campus Sciences ;
- Ligne 30 : Laneuveville Gare - Villers Campus Sciences ;
- Ligne 55 (scolaire) : Heillecourt Collège Montaigu - Jarville La Malgrange ;
- Ligne 56 (scolaire) : Fléville - Jarville Sion ;
- Ligne 66 (scolaire) : Fléville - Villers Lycée Stanislas.

### Hydrographie
La commune est dans le bassin versant du Rhin au sein du bassin Rhin-Meuse. Elle est drainée par le ruisseau de Frocourt et le ruisseau du Moulin,.

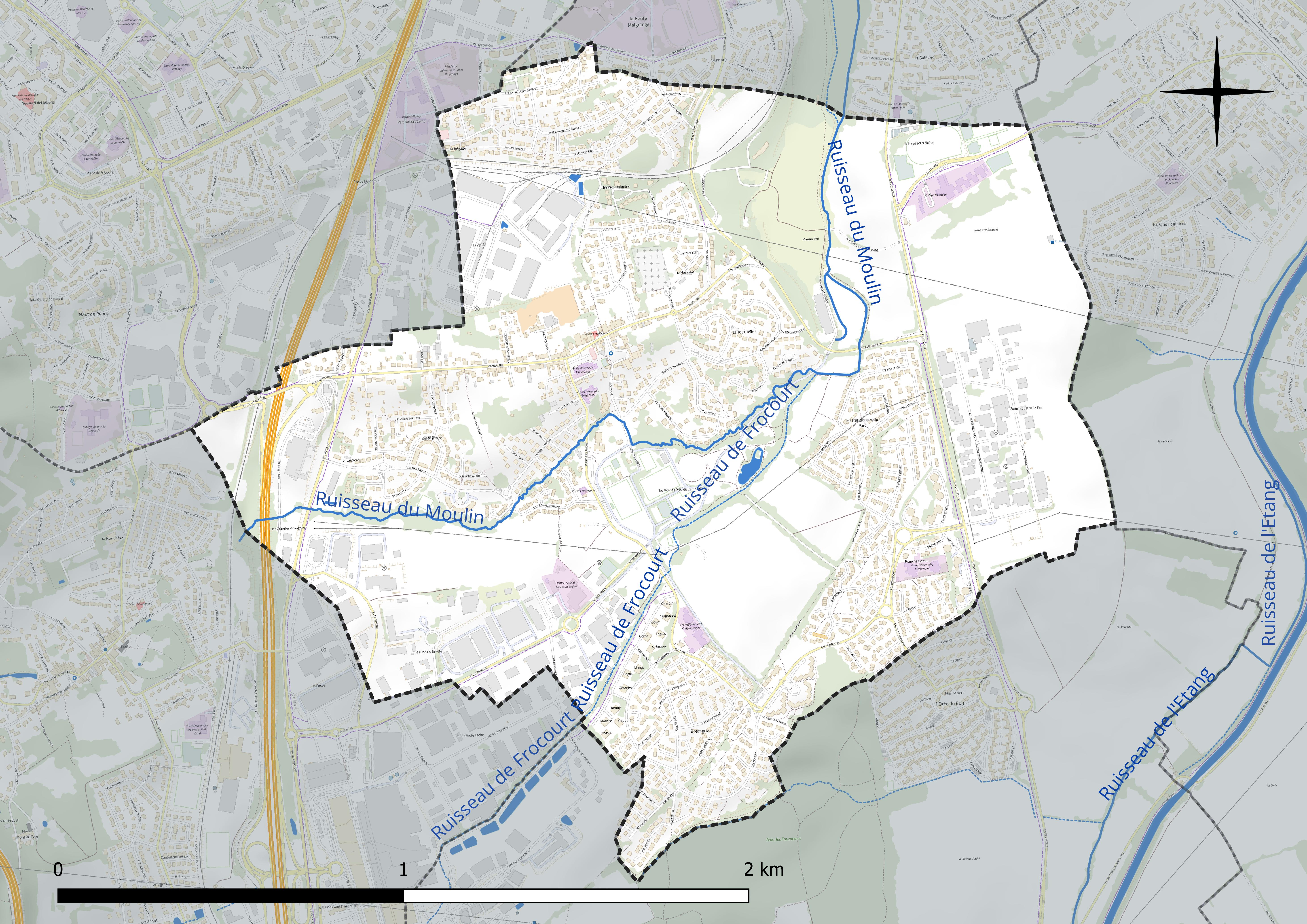
Réseau hydrographique d'Heillecourt.

### Climat
Pour des articles plus généraux, voir Climat du Grand Est et Climat de Meurthe-et-Moselle.
En 2010, le climat de la commune est de type climat des marges montargnardes, selon une étude du Centre national de la recherche scientifique s'appuyant sur une série de données couvrant la période 1971-2000. En 2020, Météo-France publie une typologie des climats de la France métropolitaine dans laquelle la commune est exposée à un climat semi-continental et est dans la région climatique Lorraine, plateau de Langres, Morvan, caractérisée par un hiver rude (1,5 °C), des vents modérés et des brouillards fréquents en automne et hiver.
Pour la période 1971-2000, la température annuelle moyenne est de 9,9 °C, avec une amplitude thermique annuelle de 16,9 °C. Le cumul annuel moyen de précipitations est de 777 mm, avec 12,5 jours de précipitations en janvier et 9,3 jours en juillet. Pour la période 1991-2020, la température moyenne annuelle observée sur la station météorologique de Météo-France la plus proche, « Nancy-Essey », sur la commune de Tomblaine à 4 km à vol d'oiseau, est de 11,0 °C et le cumul annuel moyen de précipitations est de 746,3 mm. 
La température maximale relevée sur cette station est de 40,1 °C, atteinte le 24 juillet 2019 ; la température minimale est de −24,8 °C, atteinte le 21 février 1956,,.
| Mois                                  | jan.             | fév.             | mars             | avril           | mai             | juin           | jui.          | août           | sep.            | oct.            | nov.             | déc.             | année      |
| ------------------------------------- | ---------------- | ---------------- | ---------------- | --------------- | --------------- | -------------- | ------------- | -------------- | --------------- | --------------- | ---------------- | ---------------- | ---------- |
| Température minimale moyenne (°C)     | −0,2             | 0                | 2,1              | 4,5             | 8,7             | 12,2           | 14,2          | 13,9           | 10,2            | 7,1             | 3,4              | 1                | 6,4        |
| Température moyenne (°C)              | 2,6              | 3,5              | 6,9              | 10,2            | 14,2            | 17,9           | 20            | 19,6           | 15,6            | 11,3            | 6,4              | 3,5              | 11         |
| Température maximale moyenne (°C)     | 5,4              | 7,1              | 11,6             | 15,8            | 19,8            | 23,5           | 25,8          | 25,4           | 20,9            | 15,5            | 9,4              | 6                | 15,5       |
| Record de froid (°C) date du record   | −21,6 13.01.1968 | −24,8 21.02.1956 | −15,9 04.03.1965 | −6,8 02.04.1958 | −4,2 03.05.1960 | 1,6 05.06.1953 | 2 01.07.1962  | 2,8 26.08.1966 | −1,3 24.09.1948 | −7,9 27.10.1950 | −12,7 23.11.1998 | −21,3 30.12.1939 | −24,8 1956 |
| Record de chaleur (°C) date du record | 16,8 05.01.1999  | 20,8 27.02.19    | 26 31.03.21      | 29,3 18.04.1949 | 33 28.05.17     | 37,2 26.06.19  | 40,1 24.07.19 | 39,3 08.08.03  | 34,4 15.09.20   | 27,6 13.10.23   | 22,7 02.11.20    | 18,5 16.12.1989  | 40,1 2019  |
| Ensoleillement (h)                    | 524              | 801              | 1 396            | 1 812           | 2 056           | 2 235          | 2 348         | 2 194          | 1 719           | 1 046           | 521              | 432              | 17 083     |
| Précipitations (mm)                   | 64,4             | 54,8             | 54,1             | 44,3            | 67,9            | 56             | 63            | 67,2           | 61,1            | 66,5            | 68,9             | 78,1             | 746,3      |

| Diagramme climatique                                  |          |             |             |             |            |            |              |              |             |            |        |
| J                                                     | F        | M           | A           | M           | J          | J          | A            | S            | O           | N          | D      |
| 5,4−0,264,4                                           | 7,1054,8 | 11,62,154,1 | 15,84,544,3 | 19,88,767,9 | 23,512,256 | 25,814,263 | 25,413,967,2 | 20,910,261,1 | 15,57,166,5 | 9,43,468,9 | 6178,1 |
| Moyennes : • Temp. maxi et mini °C • Précipitation mm |          |             |             |             |            |            |              |              |             |            |        |

Les paramètres climatiques de la commune ont été estimés pour le milieu du siècle (2041-2070) selon différents scénarios d'émission de gaz à effet de serre à partir des nouvelles projections climatiques de référence DRIAS-2020. Ils sont consultables sur un site dédié publié par Météo-France en novembre 2022.

## Urbanisme

### Typologie
Au 1er janvier 2024, Heillecourt est catégorisée grand centre urbain, selon la nouvelle grille communale de densité à sept niveaux définie par l'Insee en 2022.
Elle appartient à l'unité urbaine de Nancy, une agglomération intra-départementale regroupant 28 communes, dont elle est une commune de la banlieue,,. Par ailleurs la commune fait partie de l'aire d'attraction de Nancy, dont elle est une commune du pôle principal,. Cette aire, qui regroupe 353 communes, est catégorisée dans les aires de 200 000 à moins de 700 000 habitants,.

### Occupation des sols
L'occupation des sols de la commune, telle qu'elle ressort de la base de données européenne d’occupation biophysique des sols Corine Land Cover (CLC), est marquée par l'importance des territoires artificialisés (67,5 % en 2018), en augmentation par rapport à 1990 (57,5 %). La répartition détaillée en 2018 est la suivante : zones urbanisées (53,1 %), zones agricoles hétérogènes (22 %), zones industrielles ou commerciales et réseaux de communication (14,4 %), terres arables (8,5 %), forêts (1,6 %), prairies (0,4 %). L'évolution de l’occupation des sols de la commune et de ses infrastructures peut être observée sur les différentes représentations cartographiques du territoire : la carte de Cassini (XVIIIe siècle), la carte d'état-major (1820-1866) et les cartes ou photos aériennes de l'IGN pour la période actuelle (1950 à aujourd'hui).

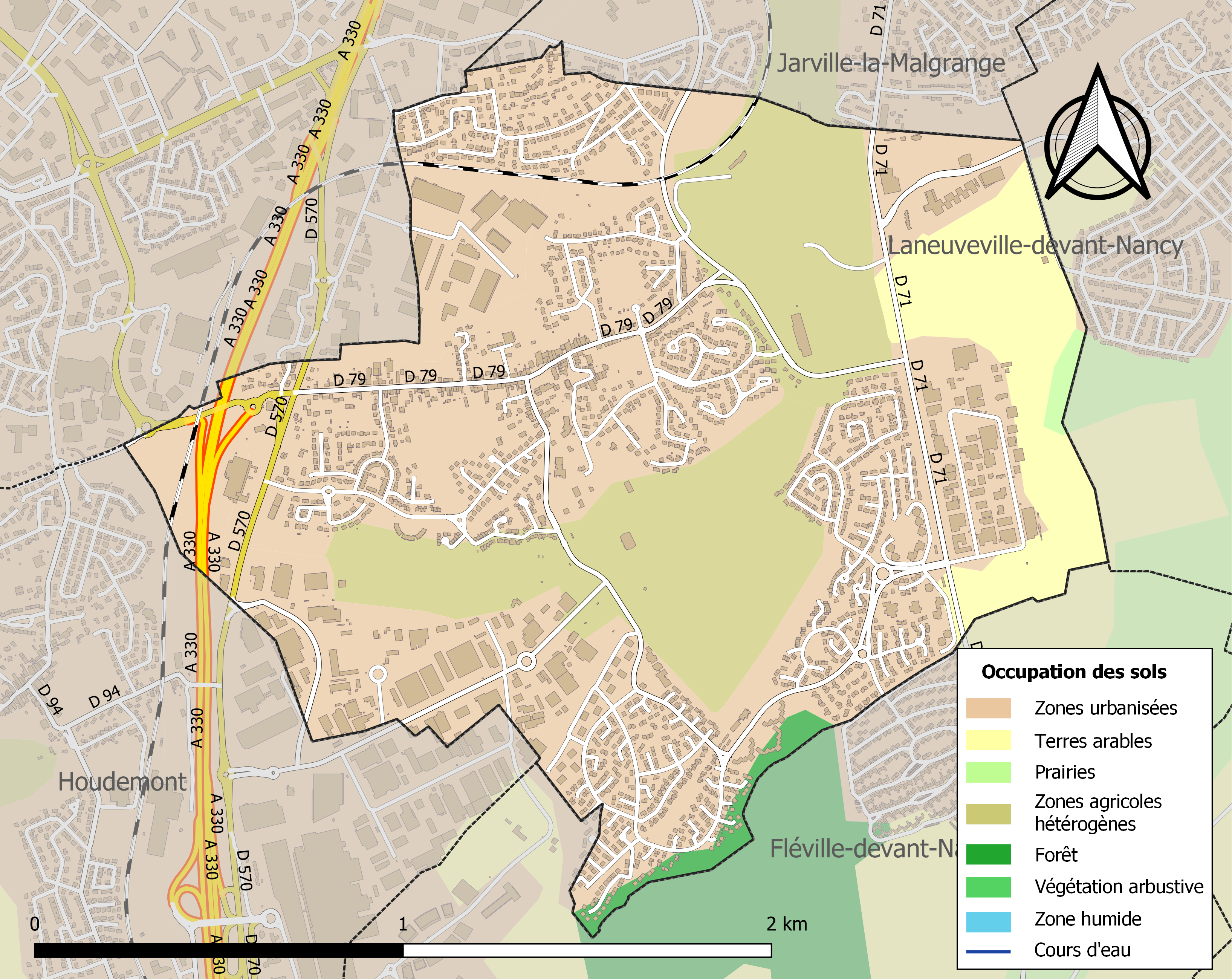
Carte des infrastructures et de l'occupation des sols de la commune en 2018 (CLC).

### Quartiers
Six quartiers composent la ville. Le quartier Bretagne, le quartier Franche-Comté, le quartier Ile-de-France, le quartier résidence du Parc, le quartier Tournelle, et le quartier Vigne des Sables.

## Toponymie
La première mention du nom de la commune remonte au VIIIe siècle, au début du règne de Charlemagne : Hadulfocurtis de Hadulf ou Haldulf, un nom d’homme germanique, et de curtis, domaine[réf. nécessaire]. Viendront ensuite Heillecuria puis Haillecourt, pour enfin se fixer sur le nom actuel de la commune dans le courant du XVIIIe siècle[réf. nécessaire].

## Histoire
- Peu d’informations existent sur Heillecourt au Moyen Âge, si ce ne sont des mentions de donations : Comes de Morey fait don des biens qu’il y possède au prieuré de Flavigny en 1254. Un peu plus tard, en 1287, Ferry III de Lorraine, duc de Lorraine, cède ses droits sur “la ville de Haillecourt” à Dom Henri, le prieur de Varangéville, moyennant le droit de lever à la Saint-Martin “vingt réseaux d’avoine” - Une ancienne mesure - et d’y conserver ses droits de justice. Le XIIe siècle avait connu une église, mais nous ne disposons pas de précisions sur sa construction. Trois siècles plus tard, au XVe, Heillecourt est le chef-lieu d’une paroisse très étendue dont dépendent la Malgrange, Jarville, Fléville et la métairie de Frocourt.
- En 1591, la terre de la commune est vendue par le duc de Lorraine Charles III de Lorraine à Michel Bouvet et sa femme Agnès de Beaufort. C’est le premier seigneur de Heillecourt. Le dernier le sera de 1773 à 1794, il s’agit de Richard Mique. Durant cette période, au sortir du Moyen Âge, il est par deux fois fait mention d’épidémie de peste dans les archives départementales. En 1547, la maladie ravage la région de Nancy, ne laissant que 8 ménages à Heillecourt, et en 1568 l’épidémie frappera à nouveau.
- À partir de l’époque de la Révolution, il devient plus aisé de reconstituer des pans de l’histoire de la commune, qui par ailleurs met des documents d’archives en ligne sur son site.

## Politique et administration

### Politique environnementale
- Heillecourt possède un bel espace arboré de 35 ha, le Grand Parc de l’Embanie, qui représente 10 % du territoire communal. Sur ce secteur, une centaine de petites parcelles cultivables sont proposées aux habitants.
- La ville dispose de nombreuses liaisons douces, « voies vertes » réservées aux piétons et cyclistes, intégrées dans un maillage communautaire. Elles permettent d’accéder en toute sécurité et en respectant la nature à la plupart des équipements communaux, par exemple de l’école au restaurant scolaire.
- La commune se distingue, tant en ville fleurie (2 fleurs) que ville internet (2 arobases), et se soucie de la nature : une charte locale de l’environnement a été établie avant le grenelle de 2007.

### Jumelages
Neuhofen (Allemagne) depuis 1992.

## Population et société

### Démographie
L'évolution du nombre d'habitants est connue à travers les recensements de la population effectués dans la commune depuis 1793. Pour les communes de moins de 10 000 habitants, une enquête de recensement portant sur toute la population est réalisée tous les cinq ans, les populations de référence des années intermédiaires étant quant à elles estimées par interpolation ou extrapolation. Pour la commune, le premier recensement exhaustif entrant dans le cadre du nouveau dispositif a été réalisé en 2007.

En 2022, la commune comptait 5 396 habitants, en évolution de −3,11 % par rapport à 2016 (Meurthe-et-Moselle : −0,13 %, France hors Mayotte : +2,11 %).
| 1793 | 1800 | 1806 | 1821 | 1831 | 1836 | 1841 | 1846 | 1851 |
| ---- | ---- | ---- | ---- | ---- | ---- | ---- | ---- | ---- |
| 206  | 257  | 282  | 258  | 284  | 251  | 312  | 320  | 311  |

| 1856 | 1861 | 1872 | 1876 | 1881 | 1886 | 1891 | 1896 | 1901 |
| ---- | ---- | ---- | ---- | ---- | ---- | ---- | ---- | ---- |
| 276  | 290  | 284  | 316  | 350  | 330  | 330  | 331  | 361  |

| 1906 | 1911 | 1921 | 1926 | 1931 | 1936 | 1946 | 1954 | 1962 |
| ---- | ---- | ---- | ---- | ---- | ---- | ---- | ---- | ---- |
| 362  | 397  | 387  | 423  | 522  | 566  | 547  | 680  | 722  |

| 1968  | 1975  | 1982  | 1990  | 1999  | 2006  | 2007  | 2012  | 2017  |
| ----- | ----- | ----- | ----- | ----- | ----- | ----- | ----- | ----- |
| 1 000 | 2 057 | 5 028 | 6 393 | 6 185 | 5 995 | 5 967 | 5 691 | 5 527 |

| 2022  | - | - | - | - | - | - | - | - |
| ----- | - | - | - | - | - | - | - | - |
| 5 396 | - | - | - | - | - | - | - | - |

### Enseignement
| École maternelle    | École Elementaire   | Collège          |
| ------------------- | ------------------- | ---------------- |
| École Émile-Gallée  | École Émile-Gallée  | Collège Montaigu |
| École Châteaubriand | École Châteaubriand |                  |
| École Victor-Hugo   | École Victor-Hugo   |                  |

### Sports

#### Clubs
ES Heillecourt foot

#### Enceintes sportives
- Cosec (parc de l'Embanie)
- Stade de l'Embanie
- Complexe sportif Julien-Absalon
- Tennis club d'Heillecourt

## Économie
Le taux de chômage dans la ville d'Heillecourt était de 9 % en 2015

## Culture locale et patrimoine

### Lieux et monuments
- Château XVIe siècle, détruit et reconstruit au XVIIIe siècle par Zénobie Vireau.
- Église des Saints-Anges-Gardiens du XIXe siècle.

### Personnalités liées à la commune
L'angliciste et grammairien Bernard Metzdorf réside dans la commune.

### Héraldique, logotype et devise
| Blason de Heillecourt | Blason  | Écartelé en sautoir : au premier d'argent au rencontre de buffle de sable, accorné et bouclé d'or, au deuxième d'azur à l'étoile d'or, au troisième d'azur à l'abeille d'or, au quatrième d'argent au chardon de pourpre feuillé de trois pièces de sinople, terrassé du même. |
| Blason de Heillecourt | Détails | Le chardon à trois feuille terrassé de sinople (vert en couleur héraldique) est le blason de la famille Durival qui résida à Heillecourt. Le rencontre du buffle de sable (noir en héraldique) évoque, lui, le blason de Stanislas Leszczynski, roi de Pologne et duc de Lorraine (1677-1766), qui honora parfois de sa présence la Fête Dieu à Heillecourt car il possédait un château non loin, à la Malgrange. L'étoile d'or à senestre (gauche) représente la famille de Michel Bouvet et l'abeille à dextre (droite) celle de Richard Mique qui furent tous deux seigneurs de Heillecourt. Adopté le 21 avril 1980. |

### Prix littéraire
La ville décerne également un prix littéraire annuel dit « prix de la ville de Heillecourt ».